# Eurovision Song CZ 2019
Der 2. Eurovision Song CZ fand am 28. Januar 2019 statt und war der tschechische Vorentscheid für den Eurovision Song Contest 2019 in Tel Aviv, Israel. Wie schon im Vorjahr fand der Vorentscheid wieder vollständig online statt.
Als Sieger ging die Band Lake Malawi hervor, die mit ihrem Lied Friend of a Friend, das von Jan Steinsdoerfer, Maciej Mikolaj Trybulec und Albert Černý geschrieben wurde, den ersten Platz belegte.

## Konzept

### Format
Wie schon im Vorjahr, wurde der tschechische Vertreter wieder über einen nationalen Online-Vorentscheid ermittelt. Damit wurde der Vorentscheid nicht im Fernsehen übertragen. Am Ende traten acht Interpreten gegeneinander an, wobei der Sieger zu 50 Prozent per Onlinevoting und zu 50 Prozent per internationaler Jury bestimmt wurde. Letztere setzte sich aus ehemaligen Eurovision-Teilnehmern und ehemaligen Eurovision-Jurymitgliedern zusammen. Das Onlinevoting lief ebenfalls wieder über die offizielle Eurovision-App. Jeder konnte dabei abstimmen, für das Ergebnis wurden allerdings nur Stimmen aus Tschechien gewertet. Die Stimmen aus dem Ausland wurden zusammengefasst als ein Jurymitglied beim Juryvoting gewertet.

### Beitragswahl
Vom 31. August 2018 bis zum 31. Oktober 2018 konnten Beiträge bei ČT eingereicht werden. Der Sender sucht dabei keine spezielle Genres und stellt auch allen Komponisten die Sprachwahl frei. Lediglich der Sänger muss tschechischer Staatsbürger sein, sonst können Komponisten beispielsweise auch aus dem Ausland stammen.
Am 2. November 2018 gab ČT bekannt, dass sie 300 Beiträge erhalten haben, was ungefähr 100 weniger sind als im Vorjahr. Allerdings sind 60 Stück von tschechischen Musikern eingereicht worden, fast doppelt so viele wie noch 2018.

### Internationale Jury
- Cesár Sampson (Teilnehmer für Österreich 2018)
- Rasmussen (Teilnehmer für Dänemark 2018)
- Elina Netšajeva (Teilnehmerin für Estland 2018)
- Alma (Teilnehmerin für Frankreich 2017)
- Ryan O’Shaughnessy (Teilnehmer für Irland 2018)
- Ari Ólafsson (Teilnehmer für Island 2018)
- AWS (Teilnehmer für Ungarn 2018)
- Ira Losco (Teilnehmerin für Malta 2016)
- ZiBBZ (Teilnehmer für Schweiz 2018)
- Jowst (Teilnehmer für Norwegen 2017)

## Teilnehmer
Am 19. Dezember 2018 bestätigte ČT, dass 2019 acht Teilnehmer an der Vorentscheidung teilnehmen werden. Das sind zwei Teilnehmer mehr als noch im Vorjahr.
Am 7. Januar 2019 stellte ČT die insgesamt acht Teilnehmer vor. Vier Sängerinnen, drei Sänger und eine Band nahmen dabei an der Vorentscheidung teil. Die Abstimmung startete am 7. Januar 2019 und endete am 21. Januar 2019.
| Platz | Interpret       | Lied Musik (M) und Text (T)                                                             | Sprache     | Übersetzung (Inoffiziell) | Jury    | Jury   | Zuschauerstimmen (Eurovision-App) | Gesamt |
| Platz | Interpret       | Lied Musik (M) und Text (T)                                                             | Sprache     | Übersetzung (Inoffiziell) | Stimmen | Punkte | Zuschauerstimmen (Eurovision-App) | Gesamt |
| ----- | --------------- | --------------------------------------------------------------------------------------- | ----------- | ------------------------- | ------- | ------ | --------------------------------- | ------ |
| 1.    | Lake Malawi     | Friend of a Friend M/T: Jan Steinsdoerfer, Maciej Mikolaj Trybulec, Albert Černý        | Englisch    | Freundin eines Freundes   | 108     | 12     | 10                                | 22     |
| 2.    | Jakub Ondra     | Space Sushi M/T: Jakub Ondra, Michael Gubler, Boris Carloff, Viktor Dyk, Alasdair Bouch | Englisch    | Weltraum-Sushi            | 049     | 6      | 12                                | 18     |
| 3.    | Pam Rabbit      | Easy to Believe M: João Filipe de Carvalho; T: Pamela Koky, João Filipe de Carvalho     | Englisch    | Einfach zu glauben        | 054     | 10     | 8                                 | 18     |
| 4.    | Barbora Mochowa | True Colors M: Barbora Mochowa, Viliam Béreš; T: Koos Kamerling                         | Englisch    | Wahre Farben              | 108     | 12     | 6                                 | 18     |
| 5.    | Andrea Holá     | Give Me A Hint M/T: František Valena                                                    | Englisch    | Gib mir einen Hinweis     | 053     | 8      | 4                                 | 12     |
| 6.    | Tomáš Boček     | Don’t Know Why M: Tomáš Boček, Boris Carloff; T: Tomáš Boček, Alasdair Bouch            | Englisch    | Weiß nicht warum          | 049     | 6      | 3                                 | 09     |
| 7.    | Jara Vymer      | On My Knees M: Jaroslav Vymer, Boris Carloff; T: Jaroslav Vymer                         | Englisch    | Auf meinen Knien          | 040     | 3      | 2                                 | 05     |
| 8.    | Hana Barbara    | Poslední Slova Tobě M: Hana Schořová, Marcus Tran; T: Hana Schořová                     | Tschechisch | Die letzten Worte an dich | 045     | 4      | 1                                 | 05     |

### Juryvoting
| Interpret | Lied                | CH | AT | IS | NO | MT | HU | FR | ET | DK | IR | Intern. | Gesamt |
| --- | ------------------- | -- | -- | -- | -- | -- | -- | -- | -- | -- | -- | ------- | ------ |
| Andrea Holá | Give Me a Hint      | 2  | 2  | 2  | 3  | 10 | 12 | 8  | 3  | 4  | 4  | 3       | 053    |
| Barbora Mochowa | True Colors         | 12 | 12 | 6  | 8  | 8  | 6  | 12 | 10 | 12 | 10 | 12      | 108    |
| Hana Barbara | Poslední slova tobě | 3  | 3  | 4  | 6  | 6  | 2  | 4  | 6  | 3  | 6  | 2       | 045    |
| Jakub Ondra | Space Sushi         | 1  | 10 | 3  | 2  | 4  | 3  | 10 | 4  | 1  | 3  | 8       | 049    |
| Jara Vymer | On My Knees         | 8  | 6  | 1  | 1  | 1  | 4  | 3  | 8  | 6  | 1  | 1       | 040    |
| Lake Malawi | Friend of a Friend  | 6  | 8  | 12 | 12 | 12 | 8  | 6  | 12 | 10 | 12 | 10      | 108    |
| Pam Rabbit | Easy to Believe     | 10 | 1  | 8  | 10 | 3  | 10 | 1  | 1  | 2  | 2  | 6       | 054    |
| Tomáš Boček | Don’t Know Why      | 4  | 4  | 10 | 4  | 2  | 1  | 2  | 2  | 8  | 8  | 4       | 049    |
| Jury-Punktesprecher |                     |    |    |    |    |    |    |    |    |    |    |         |        |
| - – ZiBBZ - – Cesár Sampson - – Ari Ólafsson - – Jowst - – Ira Losco - – AWS - – Alma - – Elina Netšajeva - – Rasmussen - – Ryan O’Shaughnessy |                     |    |    |    |    |    |    |    |    |    |    |         |        |